# Murs de Cesena
Les murs de Cesena sont une ceinture de murailles de la ville de Cesena (Césène) en Italie dont la construction remonte aux alentours de l’an 1000. Elles ont été conservées et  délimitent le  centre historique.
L’entrée de la ville se faisait par des portes dont cinq n'existent plus :
- la Porta Ravegnana (porte de Ravenne) au croisement de l’actuelle Via Boccaquattro et Via Chiaramonti ;
- la Porta del Leone (porte du lion) au croisement de l’actuelle Via Beccaria et Via Fra' Michelino ;
- la Porta Sapigna devant le théâtre Bonci ;
- la Porta Trova au croisement de la via Mulini et via Chiaramonti ;
- la Porta Fogarola ;
- la Porta Cervese  qui a été remplacée par la Barriera Cavour.

## Histoire
Le rapport du cardinal Anglic de Grimoard de 1371 décrit, environ 1660 foyers (familles) soit environ 6640 habitants, à l’intérieur des murs et dans le château (la Rocca Vecchia, aujourd’hui détruite) et la présence de huit portes.
- La citadelle fortifiée dite "Murata" était accessible par trois portes :
  - la Porta Montanara, jusqu’en 1625, permettait d’accéder aux collines ;
  - la seconde porte, appelée plus tard Porta del Leone (porte du lion), située entre deux palais, peut être identifiée par l’arc sur la Piazza del Popolo;
  - la troisième porte, située près du couvent des ermites de S. Agostino, appelée plus tard Porta del Soccorso (porte du secours) et située au début de la Via Fattiboni, fut démolie au XVIIIe siècle.

- Cinq portes perçaient la ceinture de murailles principale :
  - la Porta Figarola, de 1684 ;
  - la Porta di Santa Maria, démolie vers 1867;
  - la Porta Santi ou Porta Romana, transformée dans sa forme actuelle par Curzio Brunelli en 1819;
  - la Porta Cervese, abattue en 1864, remplacée par la Barriera Cavour;
  - la Porta Trova, abattue en 1867;
  - la Porta del Ponte ou Franca, aujourd’hui Porta Fiume à proximité du Ponte di San Martino, constituait l'unique point d’accès à la cité depuis Forlì, avant l’ouverture de l’actuelle Via Canonico Lugaresi. La porte fut restaurée en 1822 par Curzio Brunelli.

Ce fut le dernier seigneur de Cesena, Domenico Malatesta Novello qui donna à la cité le caractère qu’elle a encore aujourd’hui. Les modifications et les améliorations apportées aux quartiers "Chiesa Nuova" et "Strada Fuori" porteront sur la ceinture de murailles entourée de fossés (disparus aujourd’hui) à prendre la forme d’un scorpion et sur des quartiers au nombre de dix (San Giovanni, Porta Ravegnana, Porta Trova, San Zenone, Croce di Marmo, Talamello, San Severo, Strada Dentro, Strada Fuori, Chiesa Nuova).
Toujours sous Novello, en rapport avec le torrent Cesuola, deux nouvelles portes appelées Partacce furent ouverte.
Après l’unification de l’Italie, des sept portes de la ceinture de murailles médiévales, plusieurs furent abattes, d’autres modifiées; ainsi que quelques pans de mur, en particulier le long de l’actuelle Via Padre Vicinio da Sarsina, furent rasés, d’autres incorporés aux habitations, alors que les fossés seront remplis avec les gravas issus de la perforation du tunnel (1882-1892).

## Murs, portes et tours

### La porta Fiume
La Porta Fiume : Accès urbain occidental, déjà existant au XII et XIIIe siècle, la porta Fiume ou porte Franca prend sa forme actuelle en 1491. Il s’agit de l’unique tour de contrôle survivante des deux autres reliées aux extrémités du ponte San Martino qui enjambait le fleuve Savio jusqu’en 1393, quand un glissement de terrain dévia le cours du fleuve dont le vieux lit fut occupé par le canale dei Moulini (canal des moulins). Sur la porte, les créneaux sont encore visibles au nord-ouest et nord-est et, sur la partie interne de la barbacane, les meurtrières caractéristiques de l’appareil défensif et l’emploi des bouches à feu (canons et armes à poudre noire).

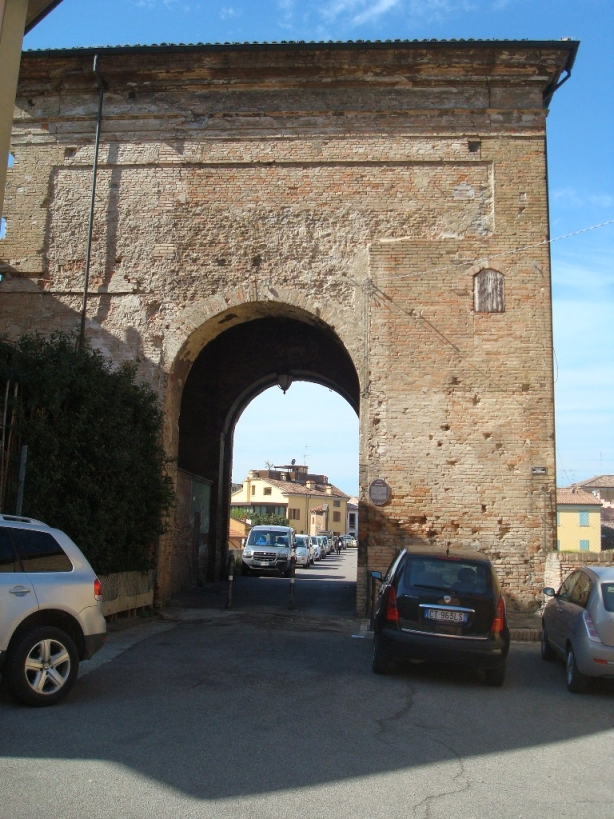
Porta Fiume côté Pazzia
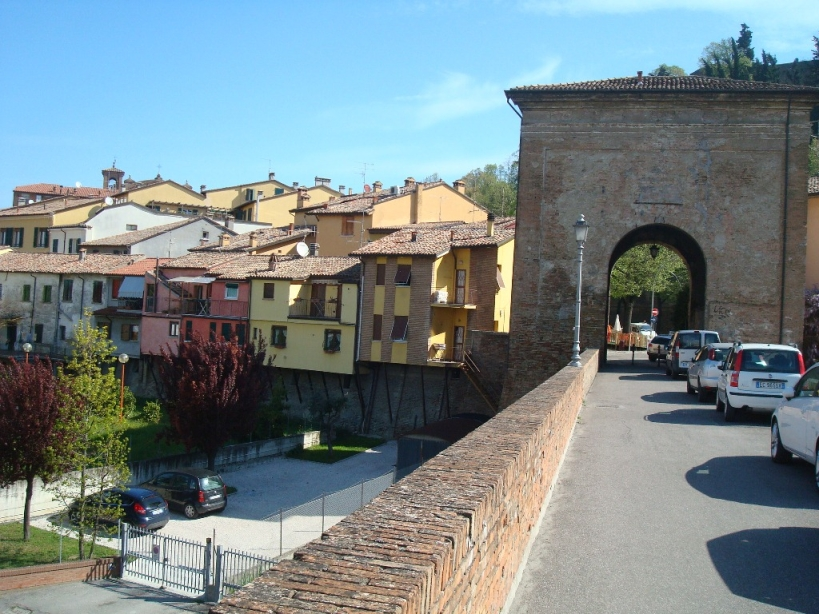
Porta Fiume côté viaduc San Martino
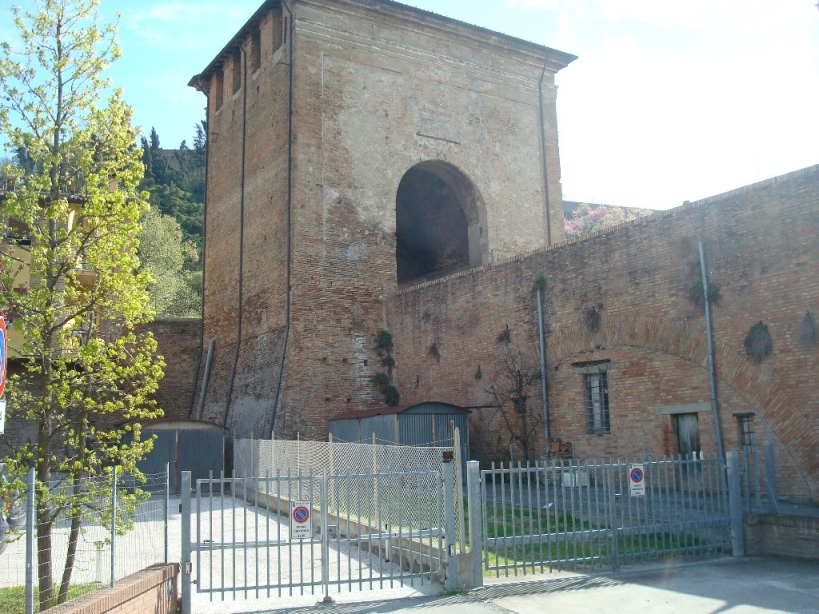
Porta Fiume vue depuis le bas
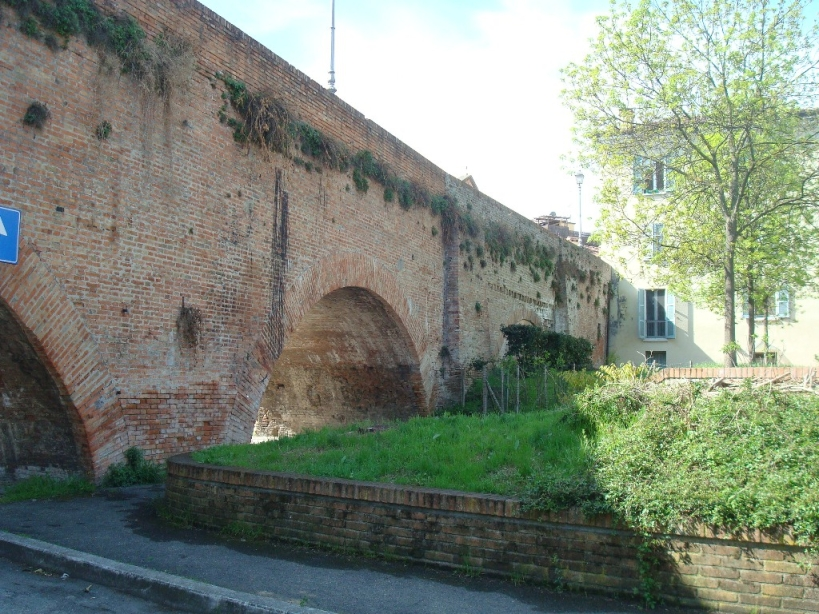
Le viaduc San Martino

### Porta Montanara
La Porta Montanara ou Porta Nuova, fut construite en 1619 au sud de la précédente, à la suite de l’ouverture d’une route, la via Malatesta Novello, sur les ruines de la Rocca Vecchia. L’ancienne entrée, documentée au XIVe siècle, dont les restes sont visibles le long du mur de liaison entre les deux Rocche (ancienne et nouvelle forteresse), permettait l’accès depuis la colline aux murailles de la citadelle fortifiée au col Garampo. Sur une face de la Porta, côté intérieur des murailles), une plaque de marbre porte un témoignage de la ville de Cesena au poète Renato Serra : « …un pas après l’autre le long de cette montée de galets lisses et anciens, avec un mur à la fin, est une porte ouverte sur le ciel et au-delà sur le monde ».

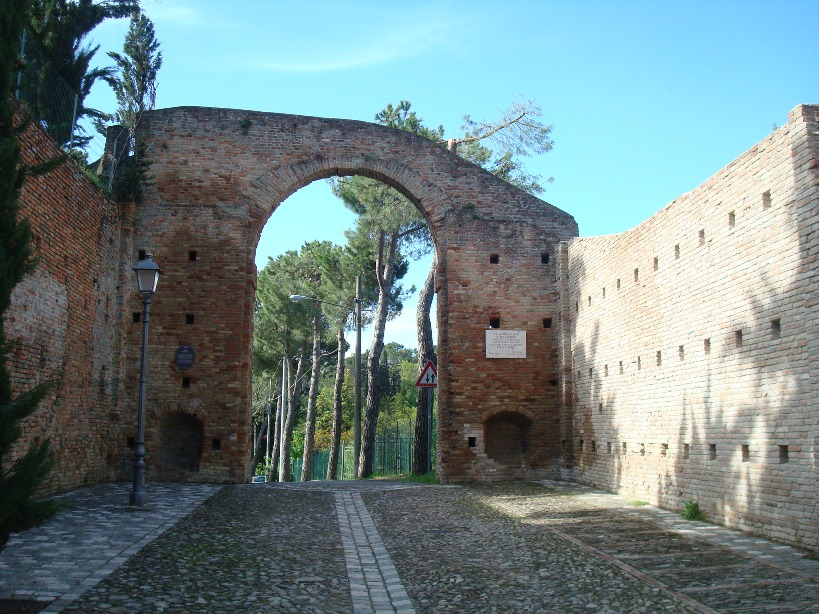
Porta Montanara (intérieur des murs)
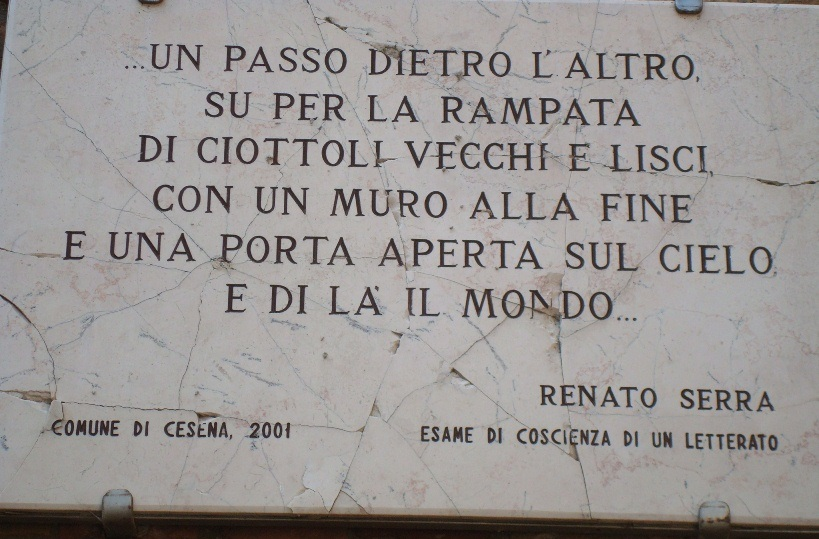
Plaque sur porta Montanara

### Torrent Cesuola
Le bassin du Cesuola

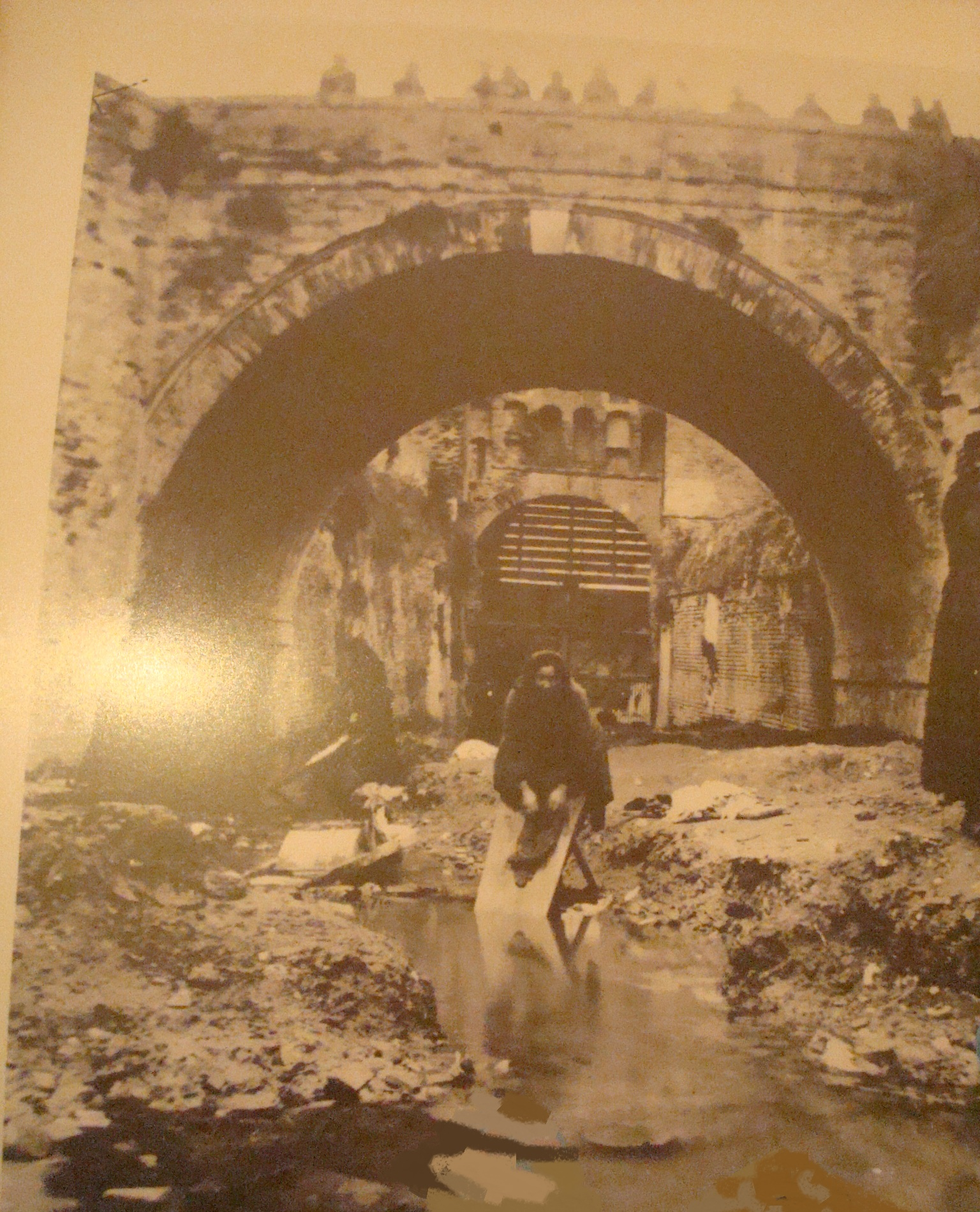
Lavandières dans le cours du torrent au XIXe siècle, vue de la Portaccia dans le fond.

Le torrent Cesuola (Giula en dialecte)  naît dans les premières collines des Apennins à Diolaguardia, au sud de Cesena, à 335 mètres d’altitude. Son cours est parallèle à celui du fleuve Savio et s’étend sur environ 11 km avant d’arriver aux portes de la cité à une cote de 25 mètres.
À l’époque romaine, avec le torrent Mesola et autres petits ruisseaux rejoignaient le torrent  Rubicon-Pisciatello  qui se jetait dans l’Adriatique à Ad Novas.
Au haut Moyen Âge (années 400 à 750), un bouleversement climatique modifia considérablement la configuration du terrain et, vers l’an 1000, le cours du Cesuola fut dévié vers Cesena pour créer une ceinture défensive le long des murs pour ensuite se jeter dans le fleuve Savio.
L’entrée du torrent dans la cité se faisait par la Portaccia, édifice séparait les contrada de San Severo et de San Giovanni :
La Portaccia
L’antique Portaccia ou Portazza, une structure défensive restructurée sous l’autorité de Novello Malatesta, liée aux murailles de ceinture avec chemin de ronde et créneaux, réalisée vers le milieu du XVe siècle, marque le point d’entrée du torrent Cesuola dans la ceinture de murailles de Cesena. Après avoir perdu son caractère défensif, la structure fut transformée en habitation couverte et utilisée comme lavoir (escaliers, menant au lit du torrent, encore existants à l’arrière du bâtiment) avant que le torrent ne soit dévié et couvert. Entièrement réalisée en briques, la Portaccia faisait partie intégrante de la ceinture fortifiée de la cité, le matériau utilisé était la brique de terre cuite moins fragile que la pierre contre les tirs de l’artillerie de l’époque. Le bâtiment est constitué de deux corps reliés par un tunnel en voûte au-dessus du Cesuola.
La façade donnant sur la route, au-dessus de la voûte, comporte encore ses remparts d’origine typiquement XVe siècle, mériterait une réhabilitation (comme le reste des murailles) en tant que patrimoine historique.

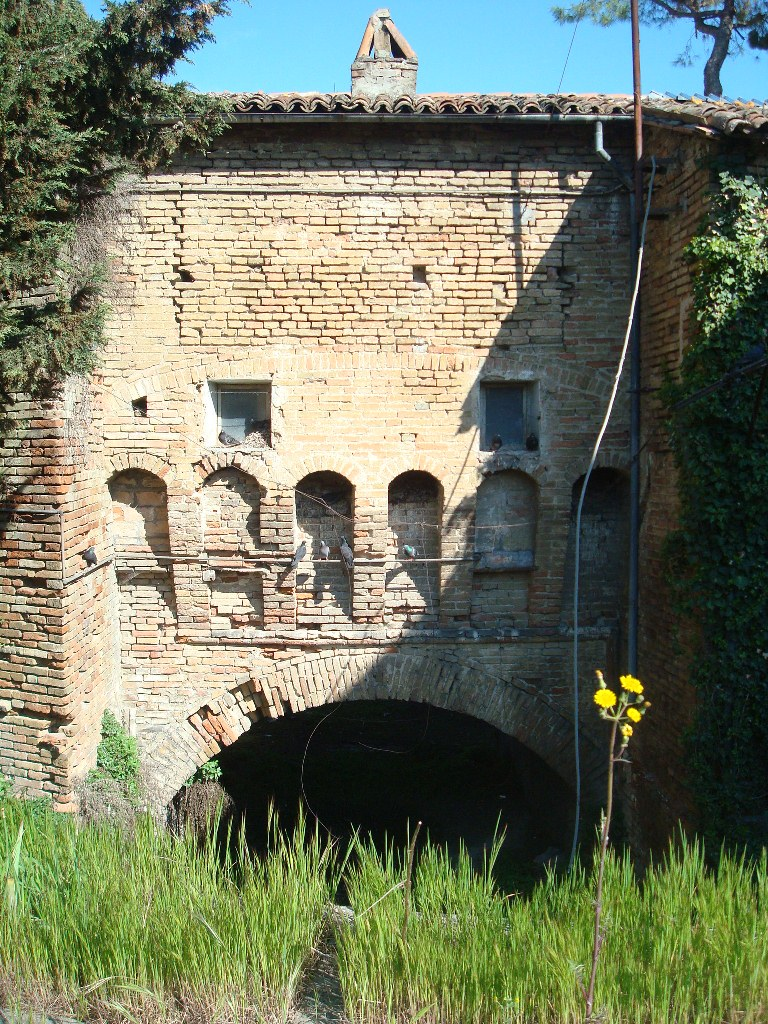
Portaccia, vue avant
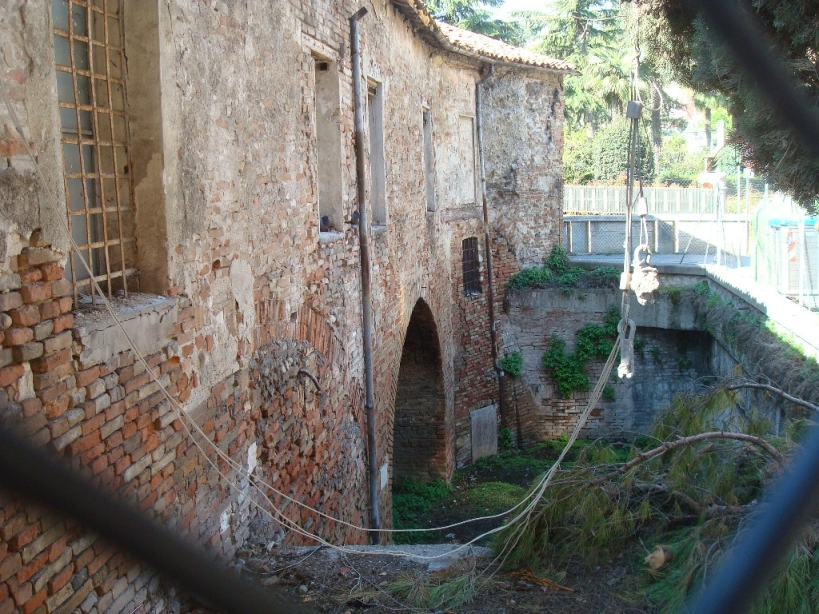
Portaccia, vue arrière
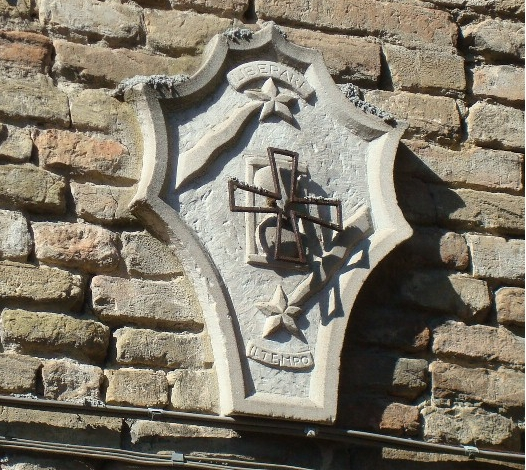
Portaccia, détail
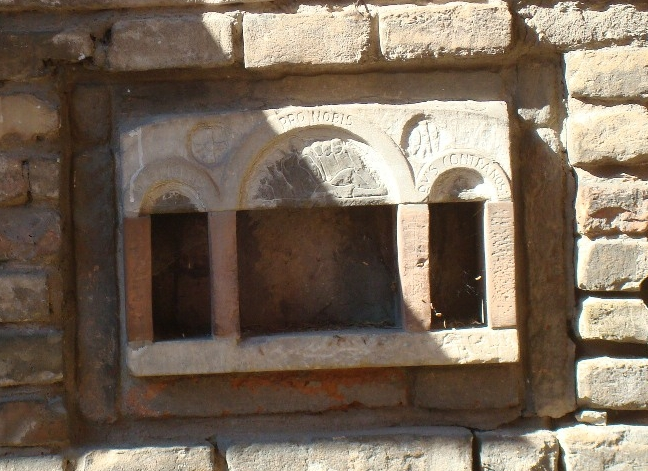
Portaccia, détail

Traversée de la cité
Avec l’expansion de la cité, le torrent englobé par les habitations, perd son aspect défensif. Ses eaux sont prélevées pour les usages ménagers et pour les nombreux commerces qui se développent le long de son cours. Après la Portaccia, le torrent passe devant le palazzo Caporali et l’antique peschieria (poissonnerie) pour arriver sous le pont sur lequel se trouve la piazzatta del lavatoi (place du lavoir, l’actuelle piazza Amendola ), bifurque à gauche pour passer derrière une rangée de bâtiments bordant la piazza del Popolo, puis repart vers nord-est pour sortir des murs de Serravalla et longer ceux-ci jusqu’au Mulino di Serravalle (moulin) et continuer sa course jusqu’au fleuve Savio.
Mulino di Serravalle
Le moulin, est l’un des quatre moulins construits en 1459 sous Novello Malatesta pour relancer l’économie de la commune, était alimenté par un canal qui partait du barrage de Cento pour s’écouler le long des murs de la cité (derrière l’église de San Domenico) et, en fin de parcours, rejoignait le lit du torrent Cesuola (voie d’eau supprimée dans les années 1930). Le moulin (aujourd’hui à l’abandon) constitué de deux corps accolés, suit l’irrégularité du terrain et comporte encore l’escalier qui court en diagonale de la façade depuis le XIXe siècle.

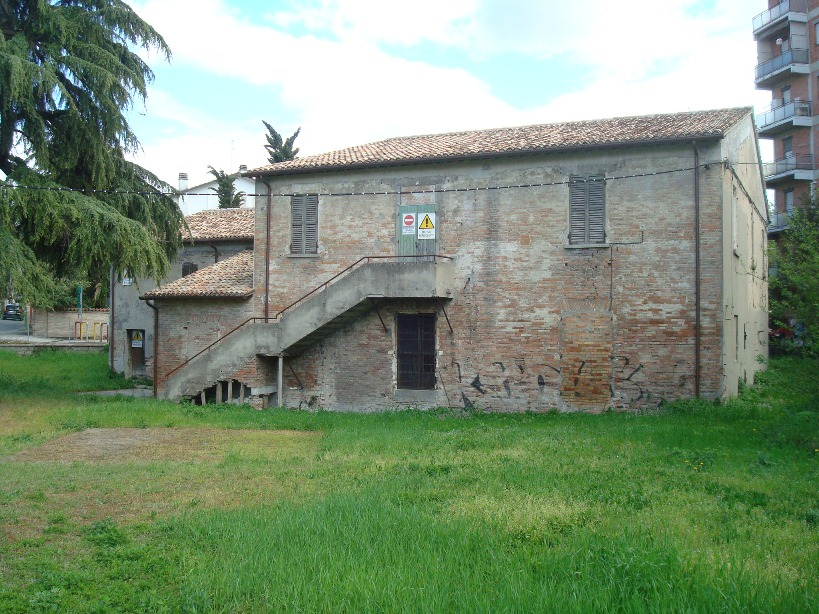
Moulin sur le Cesuola
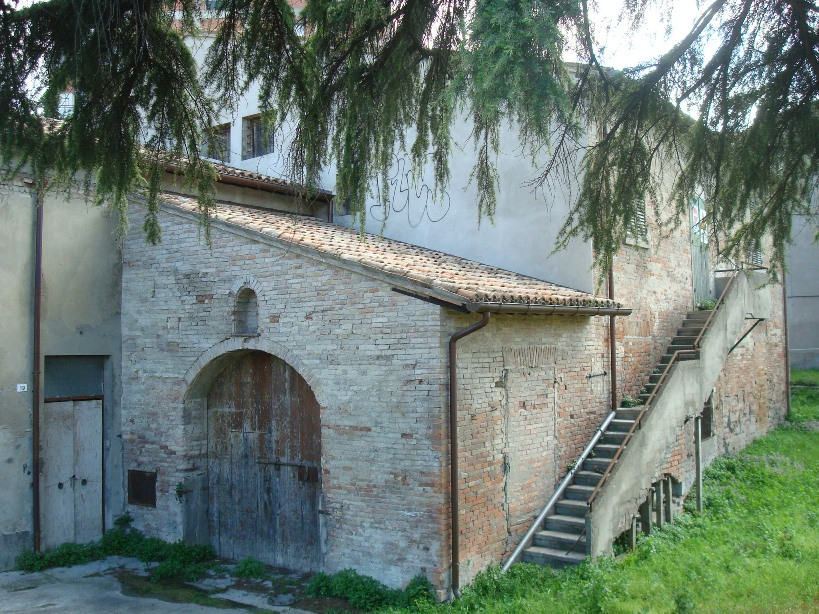
Moulin vue latérale

Couverture du torrent
Le problème majeur de ce genre de cours d’eau est son aspect aléatoire commun à majorité des torrents tributaires des conditions atmosphériques. Les pluies le transforment rapidement en torrent impétueux, charriant boue et détritus, inondant les quartiers les plus bas comme pendant les fameuses inondations du 21 septembre 1299 et du 10 juillet 1525. De plus, si ses eaux cristallines furent au début utilisées pour la boisson et l’alimentation de  quelques fontaines, elles servirent aussi d’égout à ciel ouvert rendant, au début du XIXe siècle, l’atmosphère inconfortable pour les riverains et sources de maladies.
La dernière grande crue du 3 septembre 1915 est la dernière notée dans l’épopée du Cesuola à travers la cité de Cesena et son cours fut interrompu au niveau de la Portaccia pour être canalisé jusqu’à son embouchure dans le Savio à 350 mètres en aval du Ponte Nuovo (pont neuf). L’ancien cours du torrent fut progressivement comblé à partir des années 1930 et la couverture définitive fut réalisée en 1937.

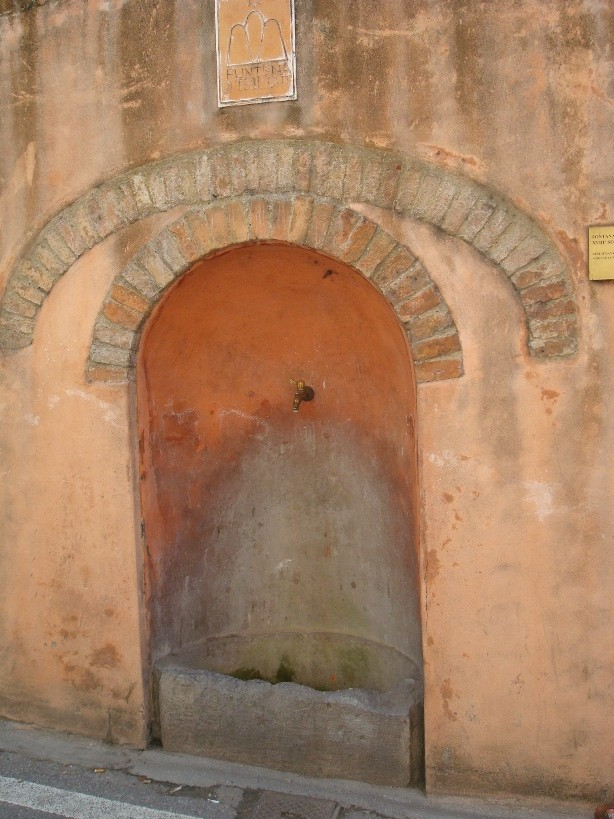
Fontaine dei tre monti, XVIIIe
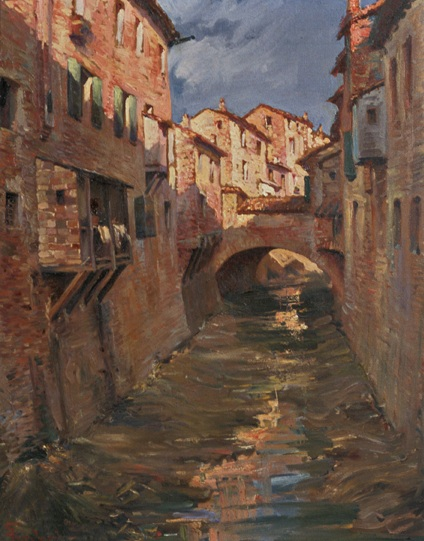
Le Cesuola dans la cité
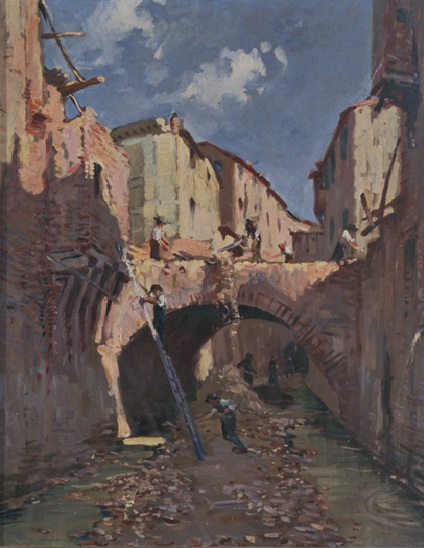
Couverture du torrent

### Les murs de Serravalle
Les murs Serravalle: dans le secteur occidental de la ceinture de murailles malatestianes (1445-1468) les tours conservent encore des arcades qui les relient aux murs et au chemin de ronde surélevé (aujourd'hui via della Porta Fiume). En 1502, ce tracé fut dessiné par Léonard de Vinci en semble au resta du périmètre fortifié, pour adapter le système de défense aux grosses armes à feu (canons).
Les tours (torrione) se situent le long de la Via della Porta Fiume le long de la muraille qui longeait le cours du torrent Cesuola, aujourd’hui détourné et remplacé par le parc Serravalle.

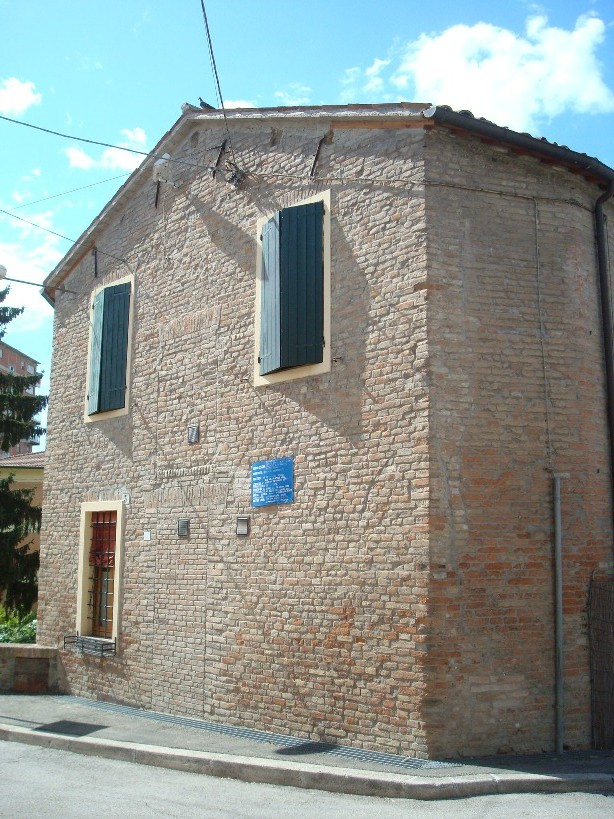
Tour 1 côté via Porta Fiume
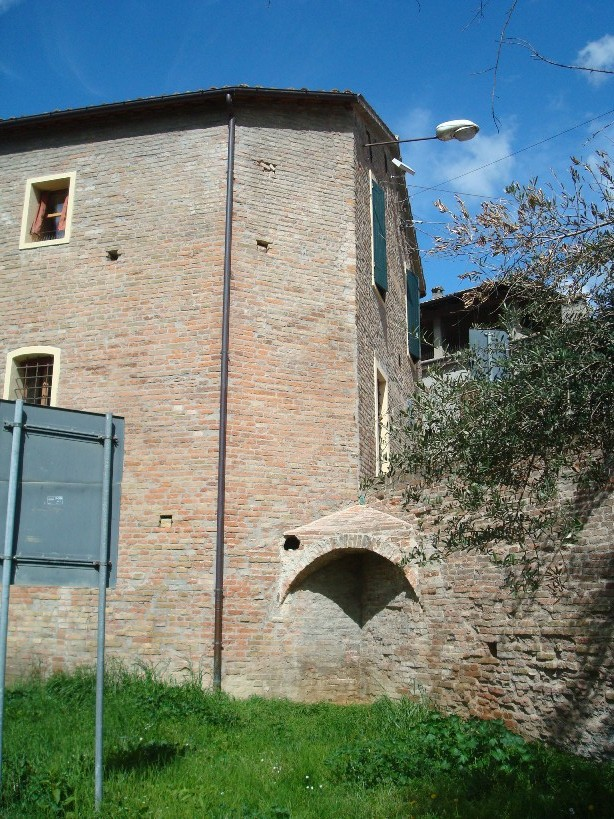
Tour 2 côté parc
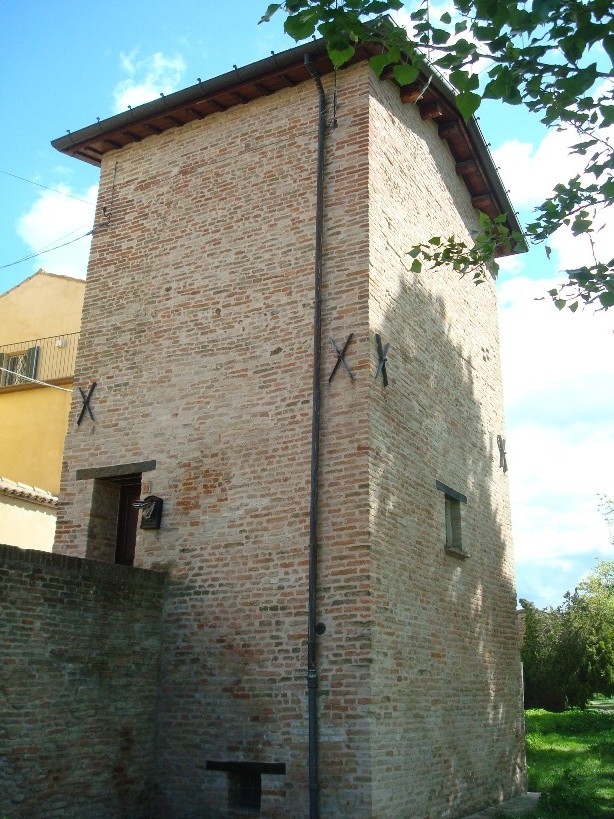
Tour 3
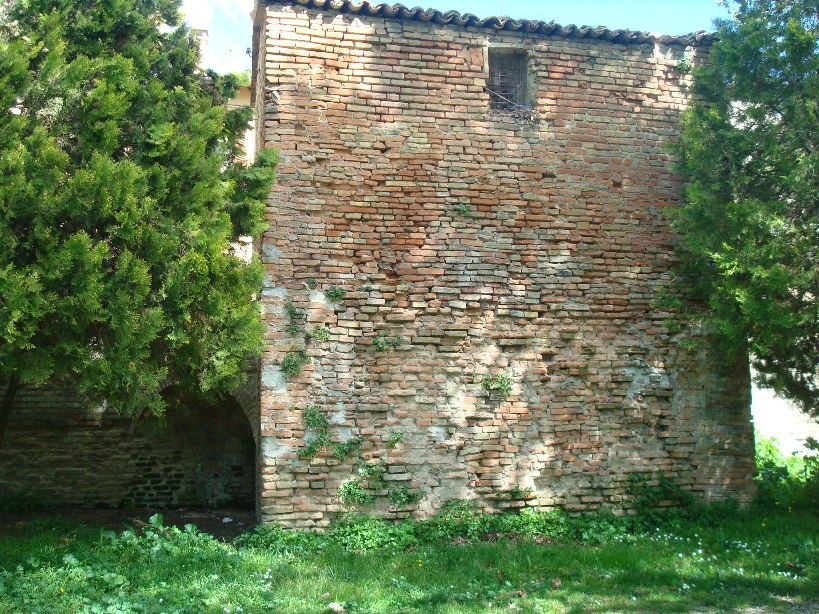
Tour 4

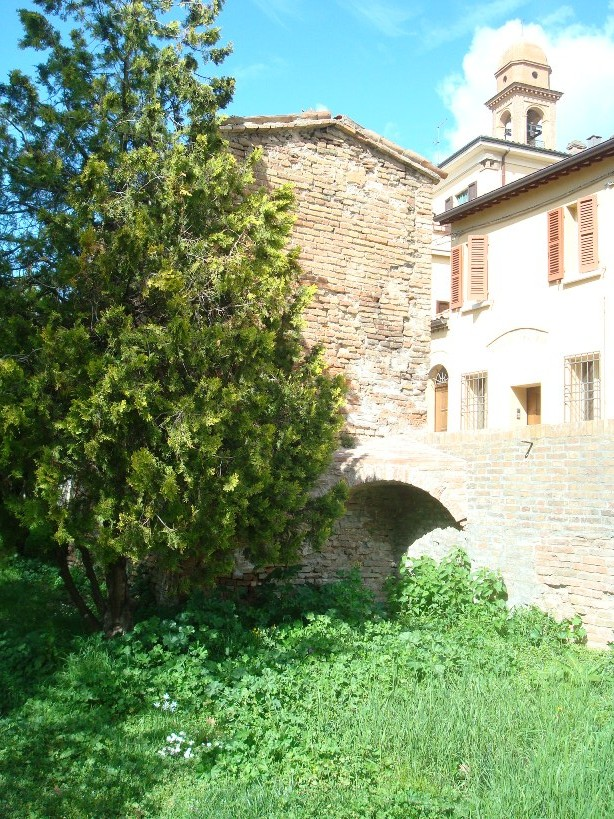
Tour 5
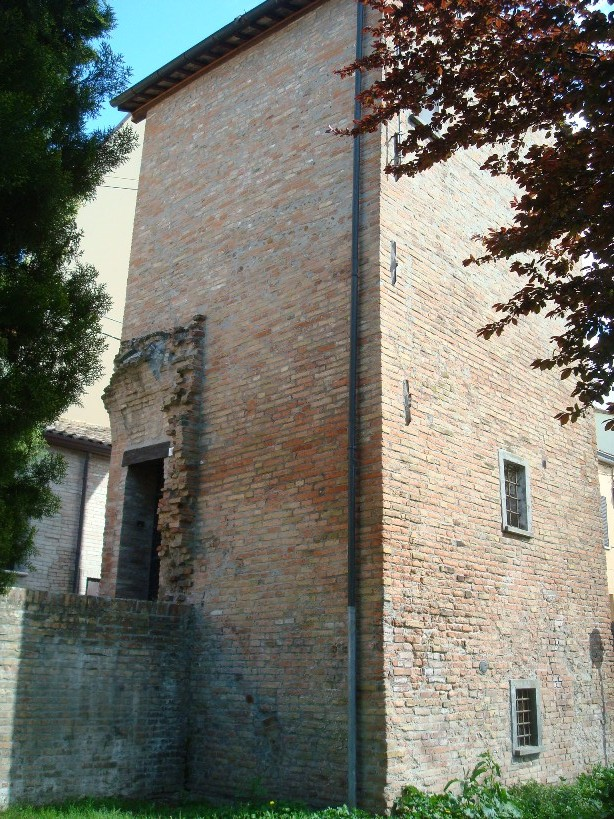
Tour 6
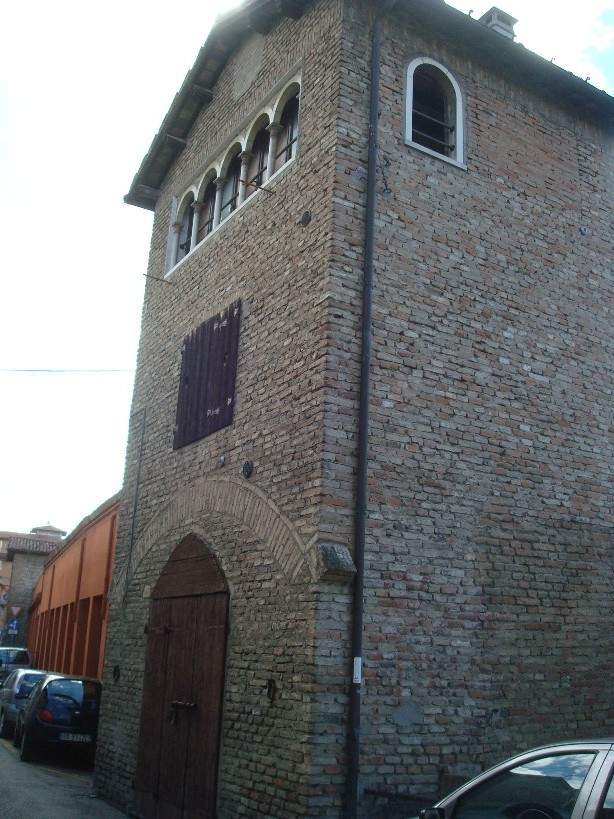
Tour 7 côté via Fiume
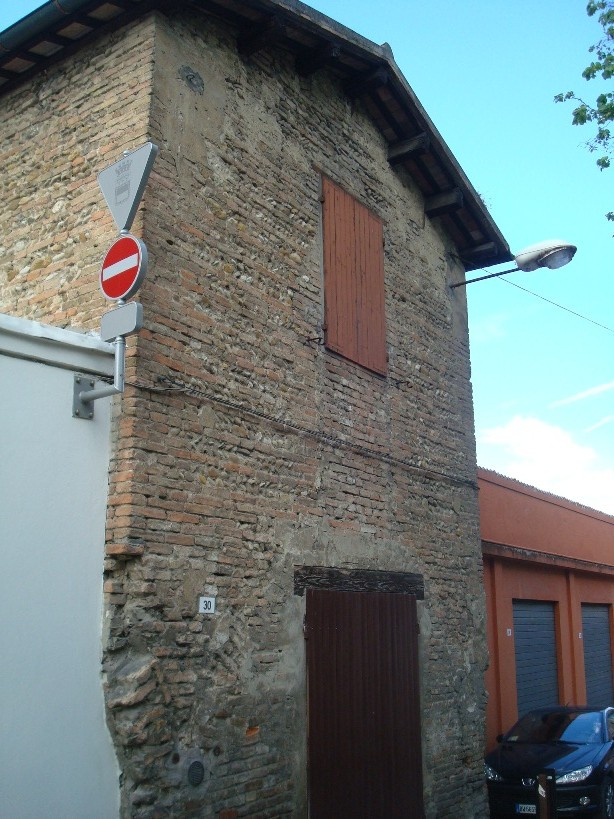
Tour 8 côté via Fiume

Certaines tours sont réhabilitées en habitation, d’autres moins importantes servent d’entrepôt. Les détails de construction sont plus visibles en longeant la muraille depuis le parc public ; par exemple les arches de liaison de la tour avec le mur ou, comme dans la tour N°2, les meurtrières rondes qui servaient au passage des fûts de canon  ou encore les restes du tunnel par où le torrent Cesuola sortait des murailles de la cité pour longer le mur et arriver au moulino di Serravalle (qui mériterait une restauration) puis se jeter dans le fleuve Savio.

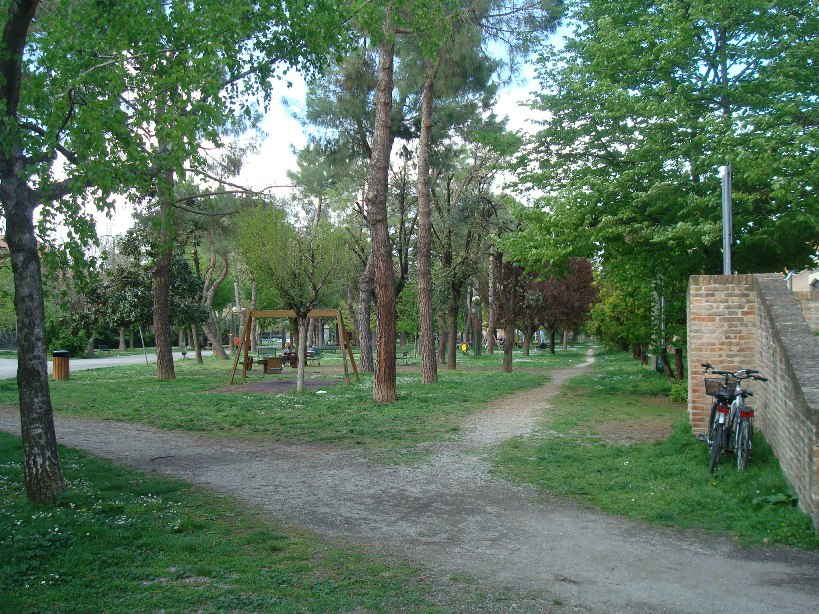
Parc de Serravalle
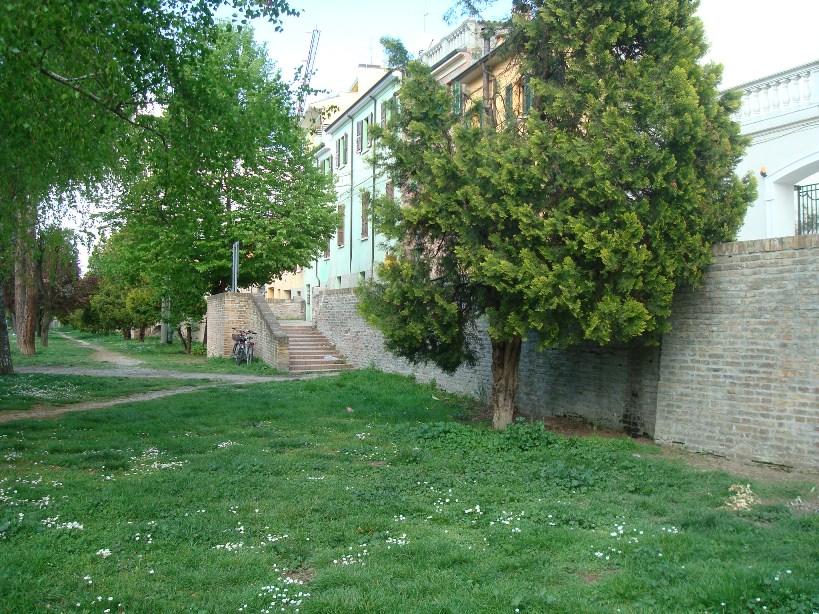
Parc de Serravalle sortie sur la via
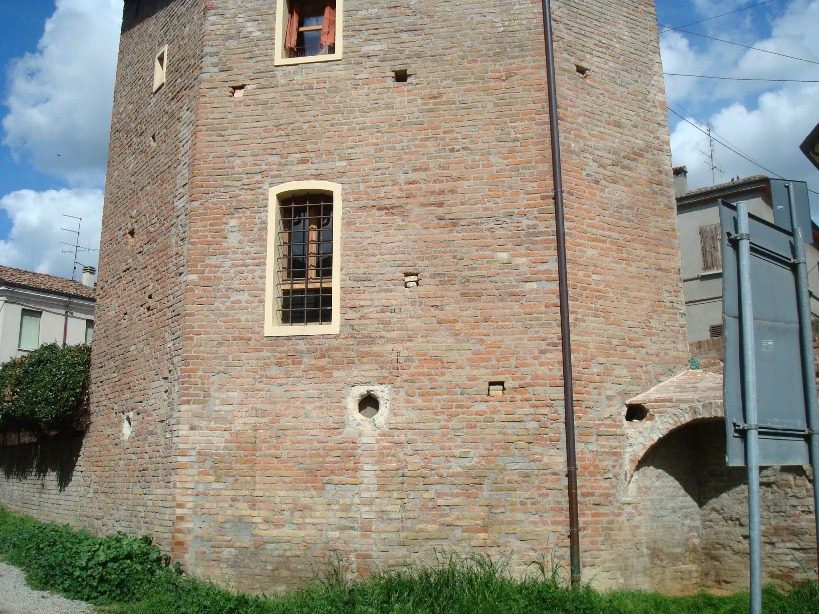
Tour 2, détail des meurtrières
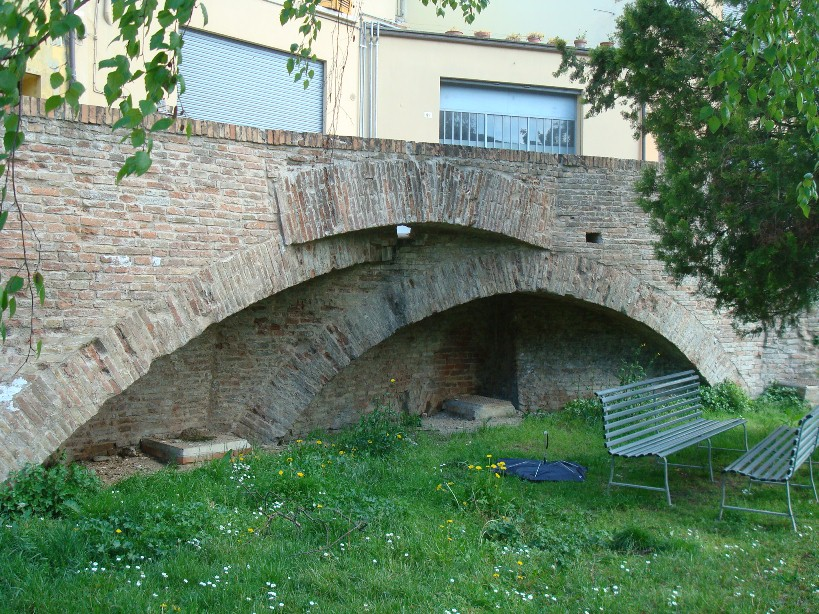
Sortie du torrent Cesuola

### Les murs sud
Les murs sud : La muraille côté sud débute à la Porta Romana ou Porta Santi et s’étend parallèlement à la via Padre Vicinio da Sarsina jusqu’à la via Garampa, là, au niveau de la Portaccia, édifice fortifié qui enjambe le point d’entrée du torrent Cesuola dans la ville de Cesena, après une dernière tour encore existante, la muraille monte jusqu’aux fortifications de la Rocca Malatestiana. Jusqu’au XVIIIe siècle, cette partie de muraille ne comportait que la Porta Figarola ou Santa Maria (nom de l’église qui s’élève en arrière-plan).
Aujourd’hui la muraille, intacte sur un peu moins de la moitié de son tracé, comporte encore ses tours d’origine (malheureusement modernisées ou retapées selon un style un peu trop moderne) et interrompue à deux endroits pour permettre l’accès routier à la cité et l’entrée au parc voisin du théâtre Bonci.

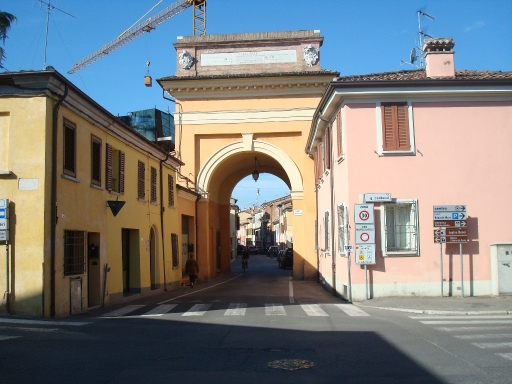
Porta Romane ou porta Santi
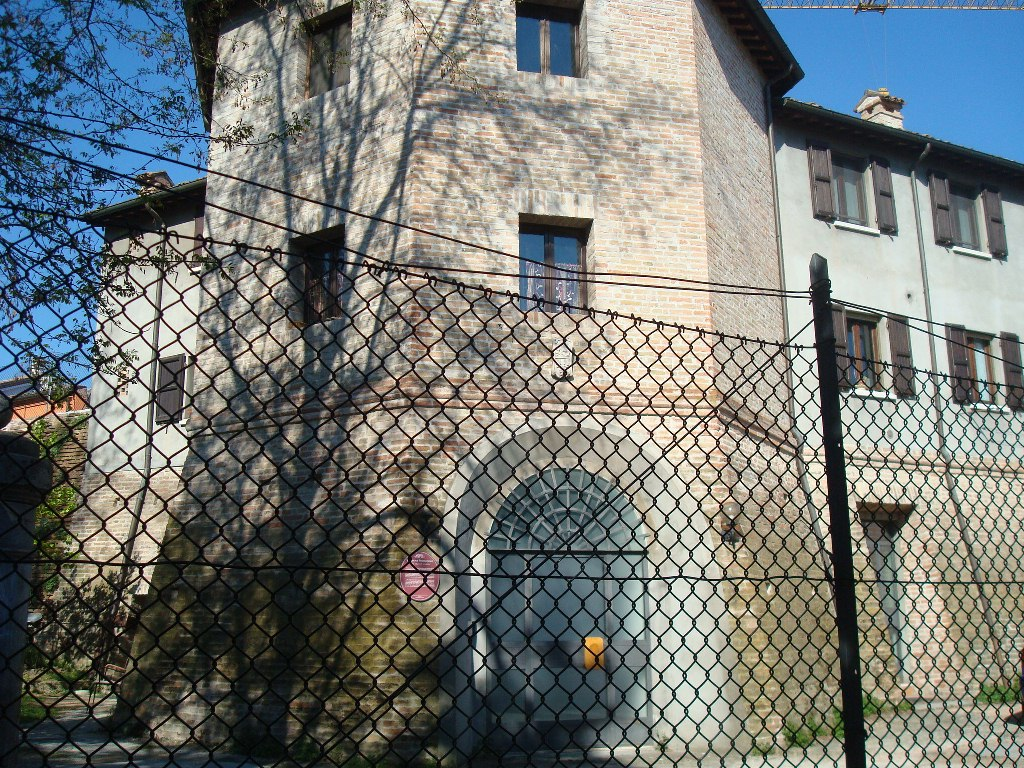
Tour octogonale 1
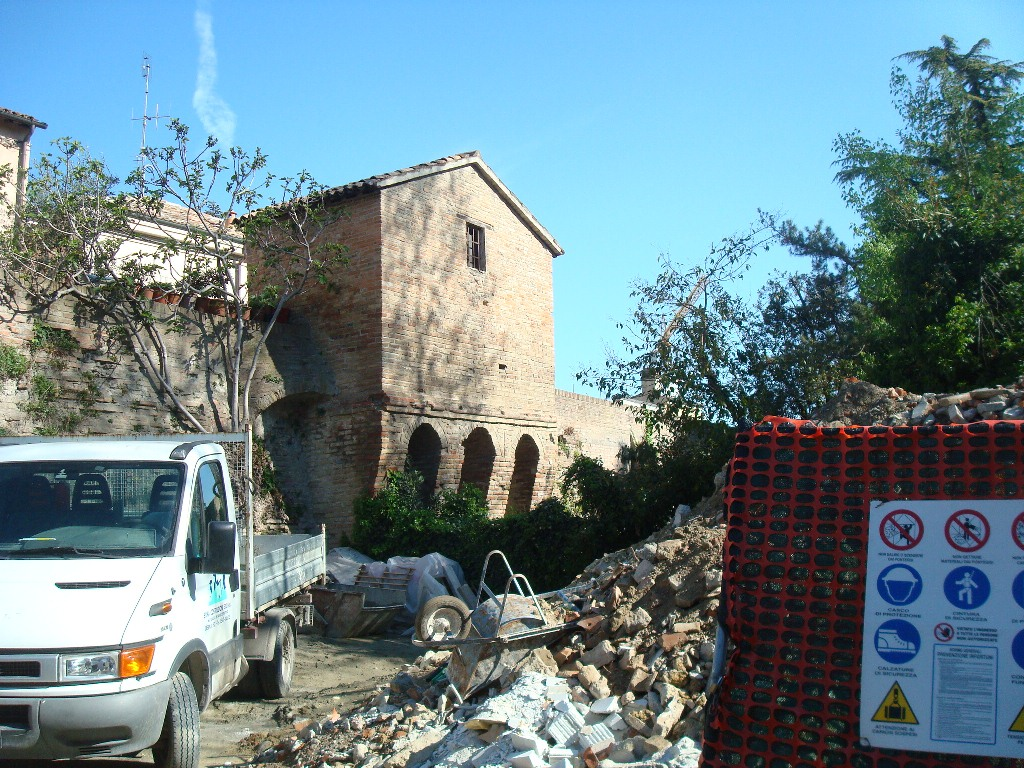
Tout carrée 2
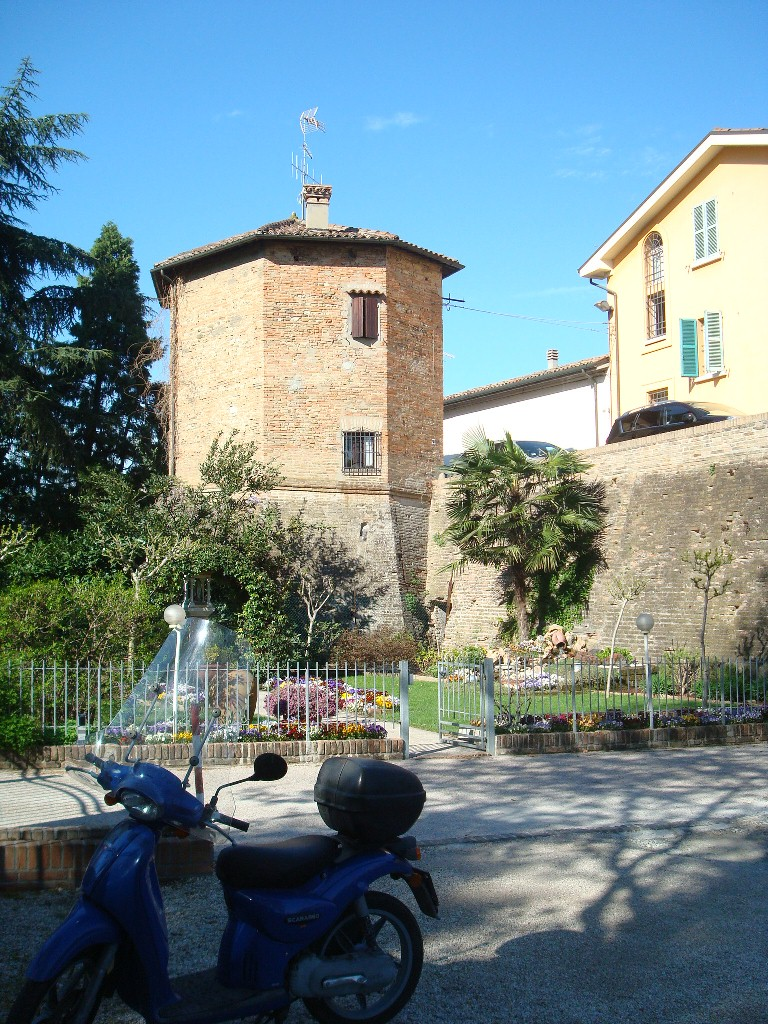
Tour octogonale 3

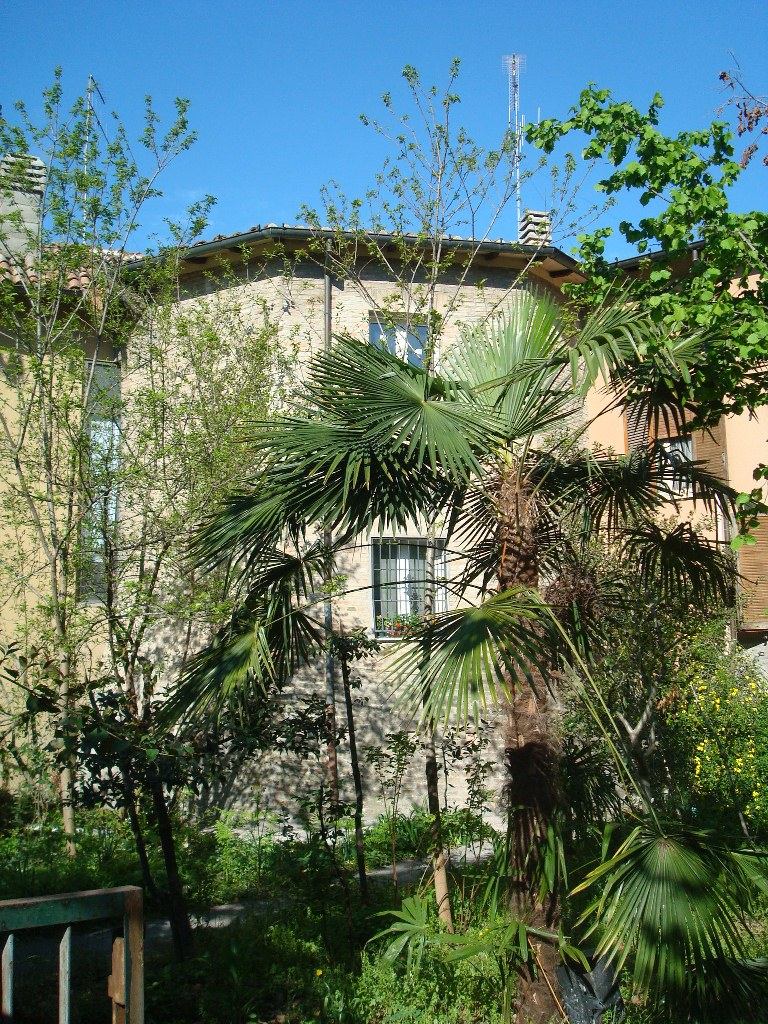
Tour octogonale 4
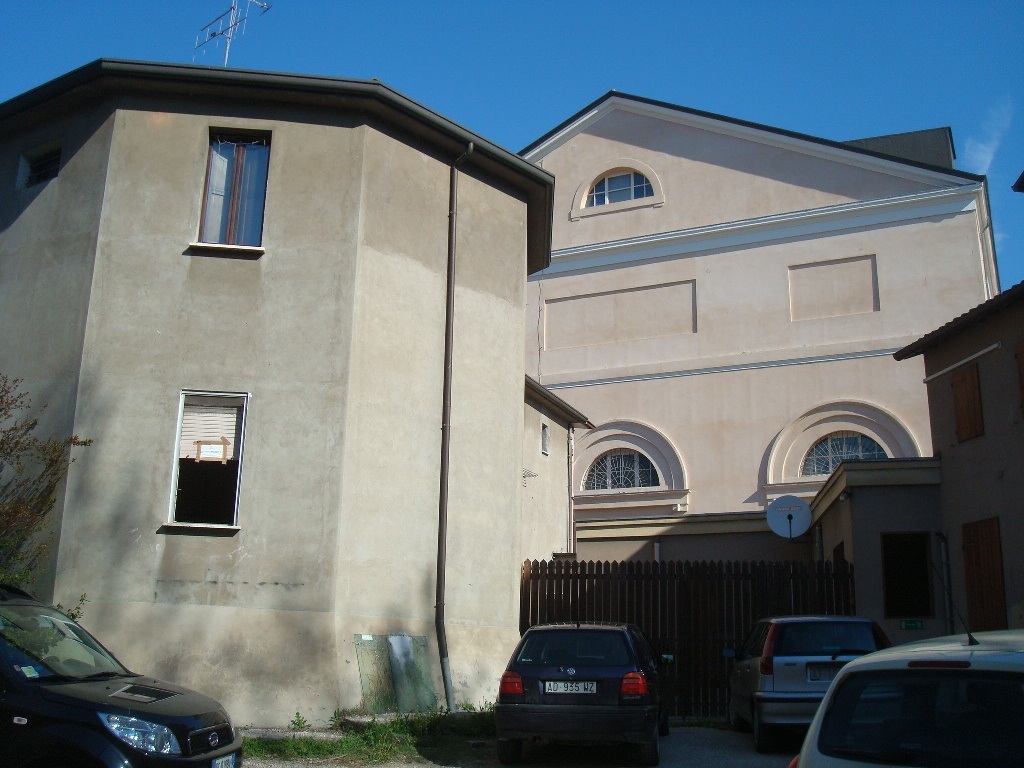
Tour octogonale 5, derrière le théâtre Bonci
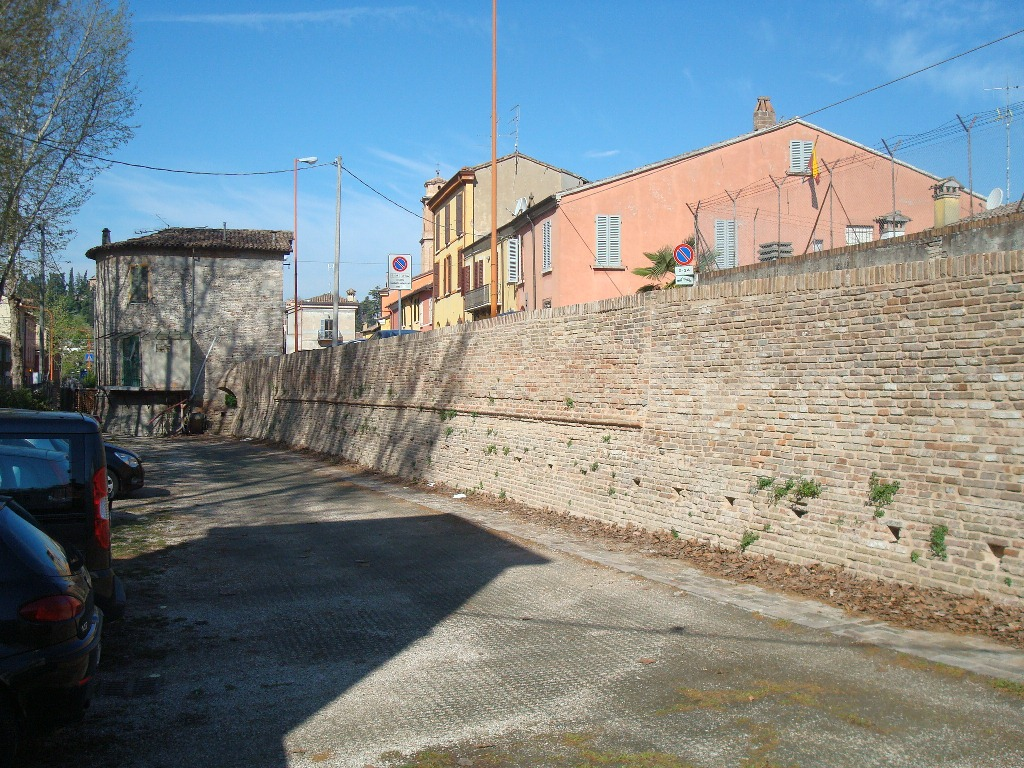
Morceau de la muraille sud
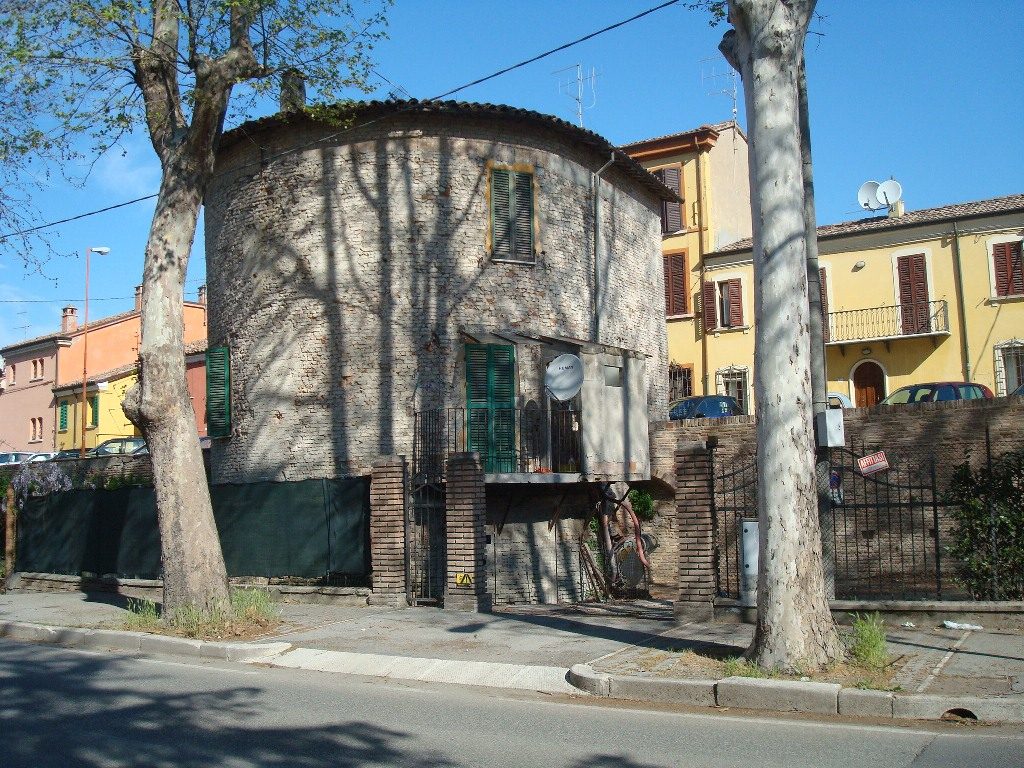
Tout arrondie 6

### Les murs nord-est
Les murs nord-est, de la Porta Santi (ou Romana) jusqu’à la Porta Trova, la muraille n’était coupée que par la Porta Cervese qui mène à Cervia, remplacée aujourd’hui par la Barriera Cavour et trois autres sorties du centre historique de la cité, dont la porte Sapigna entre le Torrione Bemuxorum  et Mamole. À l’époque des Malatesta, un fossé longeait l’extérieur des murailles ; aujourd’hui comblé et remplacé par des espaces verts avec pistes cyclable et piétonnière, agrémentés de bancs et statues de personnages contemporains.

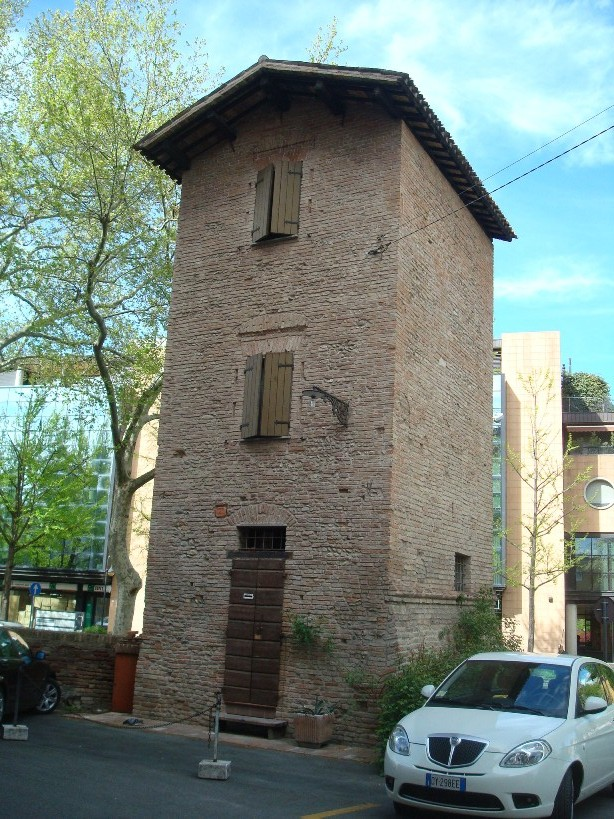
Tour vers la « porta Trova »
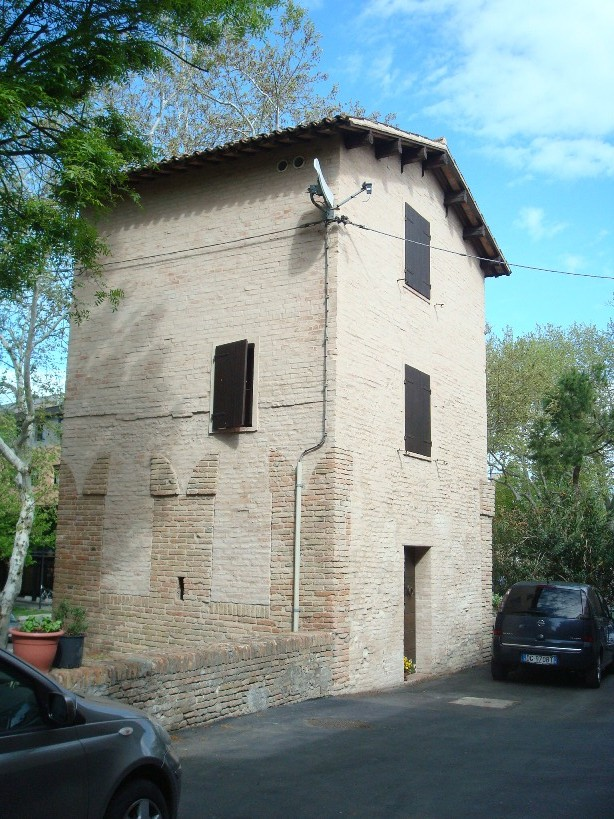
Tour vers la « porta Trova »
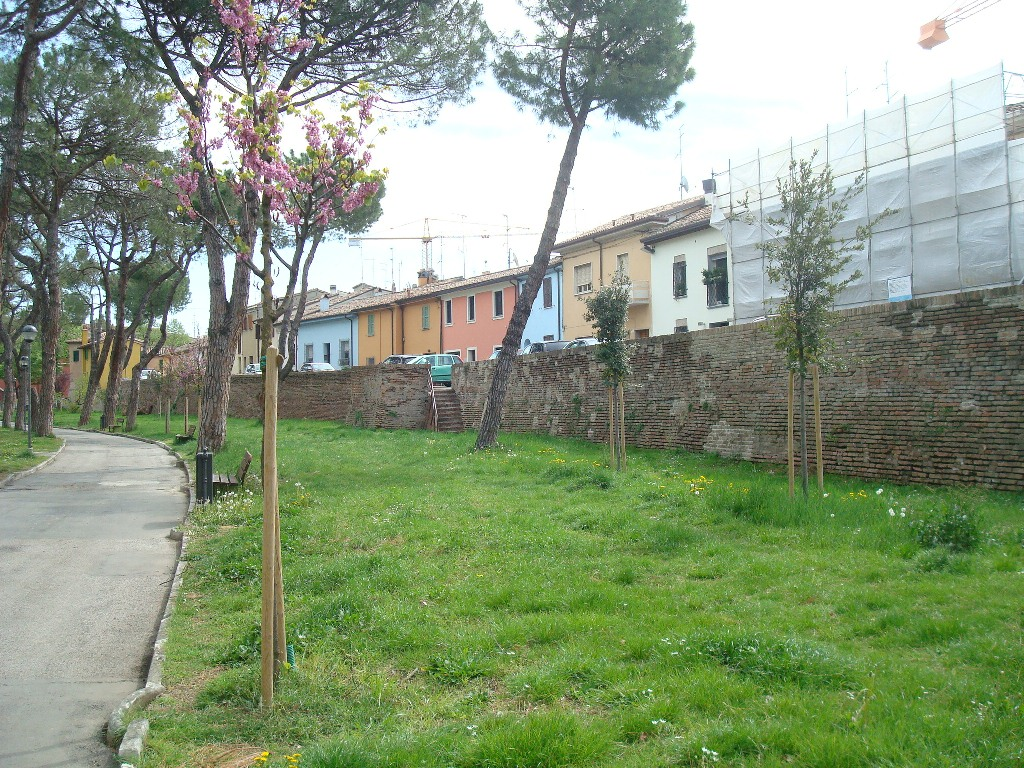
Muraille vers « porta Cervese »
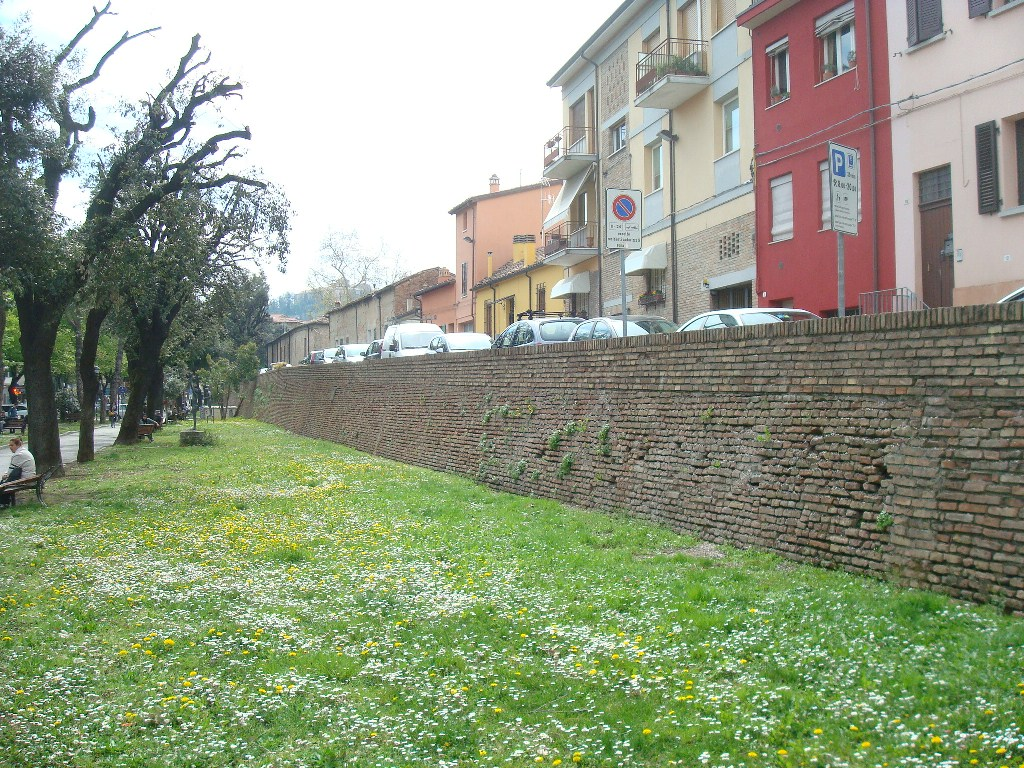
Muraille côté est
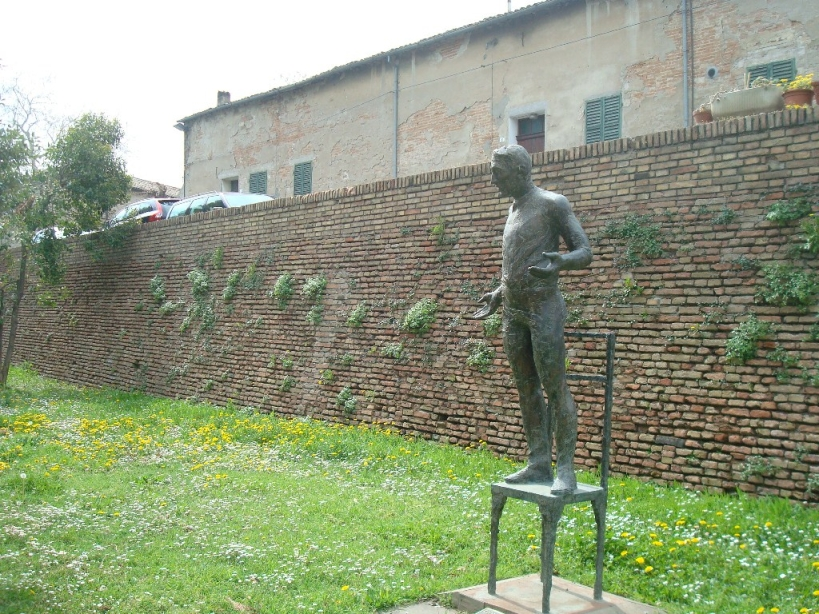
Le poète Giovanni Montalti « Bruchin »

Torrione Bemuxorum
Cette tour d’ange de forme polygonale, construite en 1452, était reliée au torrione Mamole, appartenant à la muraille méridionale (sud). La destruction des murs de liaison, annotée par Léonard de Vinci en 1502, permit l’ouverture de la porte Sapigna. Le torrione Bemuxorum marque l’expansion de la ceinture urbaine au XVIe siècle.

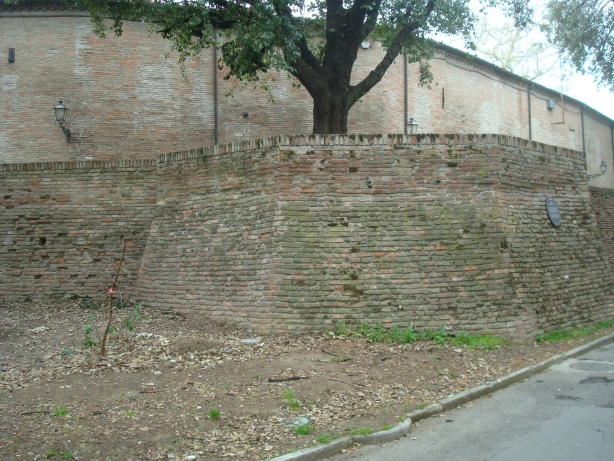
Torrione Beluxorum
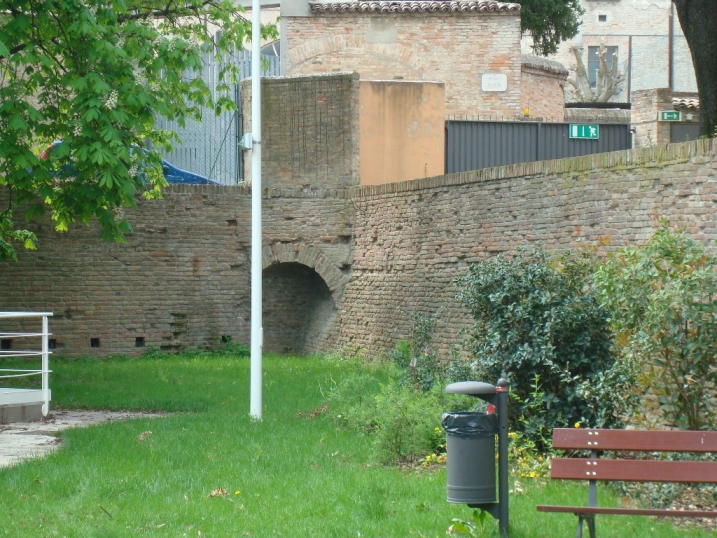
Mur de liaison du Torrione Beluxorum
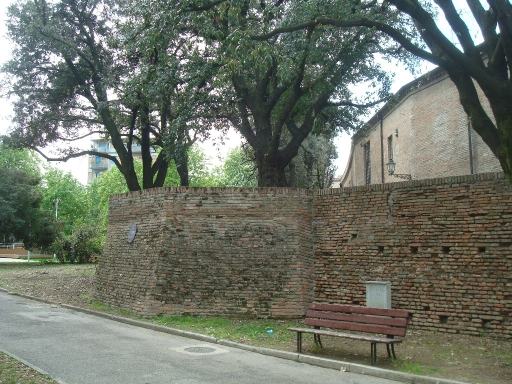
Torrione Beluxorum

### Murs sous la Rocca
Ces murailles, partant du Torrione del Nuti en Piazza del Popolo  et, dans un quart de cercle le long de la via Jacopo Mazzoni, forment la protection nord de la Rocca Malatestiana. Le seul accès, par le grand portail métallique, mène au  monument aux morts ainsi qu'aux sentiers de promenade qui font le tour des fortifications de la Rocca. La muraille, comme toutes les autres enceintes de fortifications, est réalisée en brique de terre cuite.

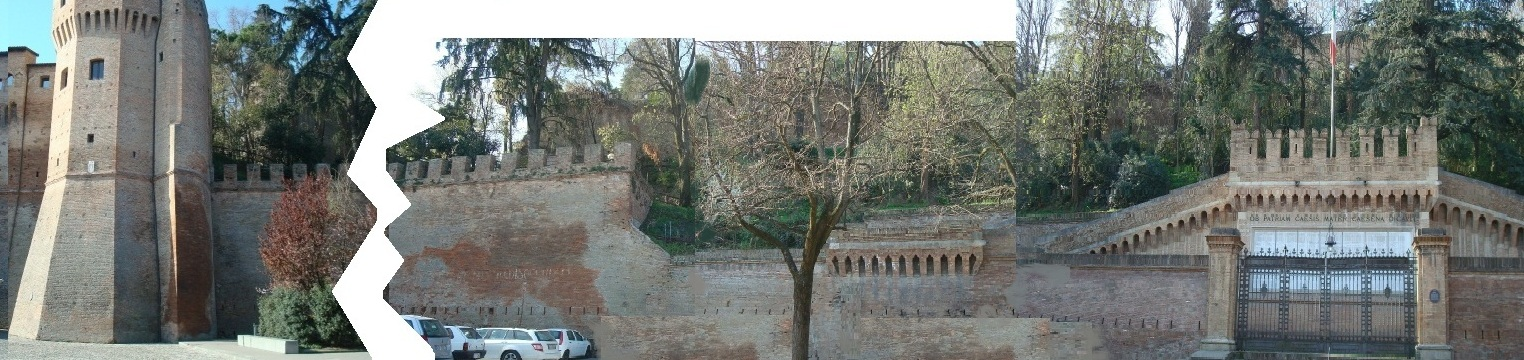
Partie de murailles depuis le Torrione

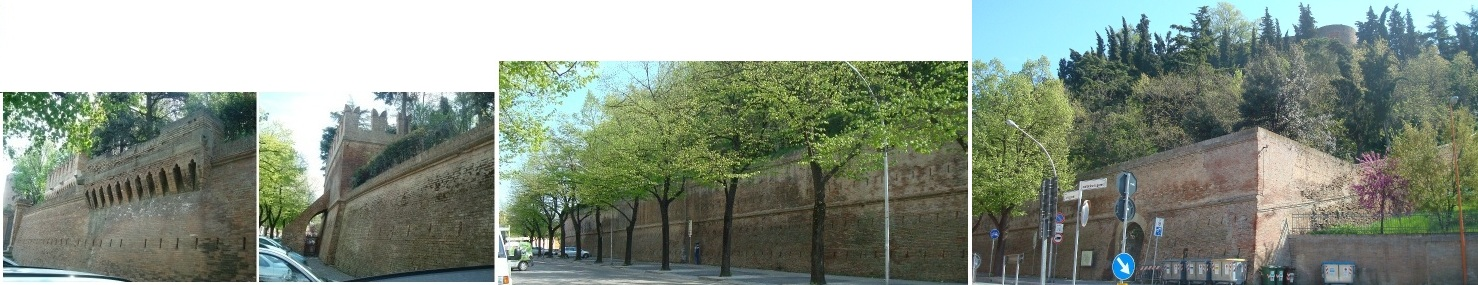
Suite de la muraille, via Jacopo Mazzoni

## Barriera Cavour

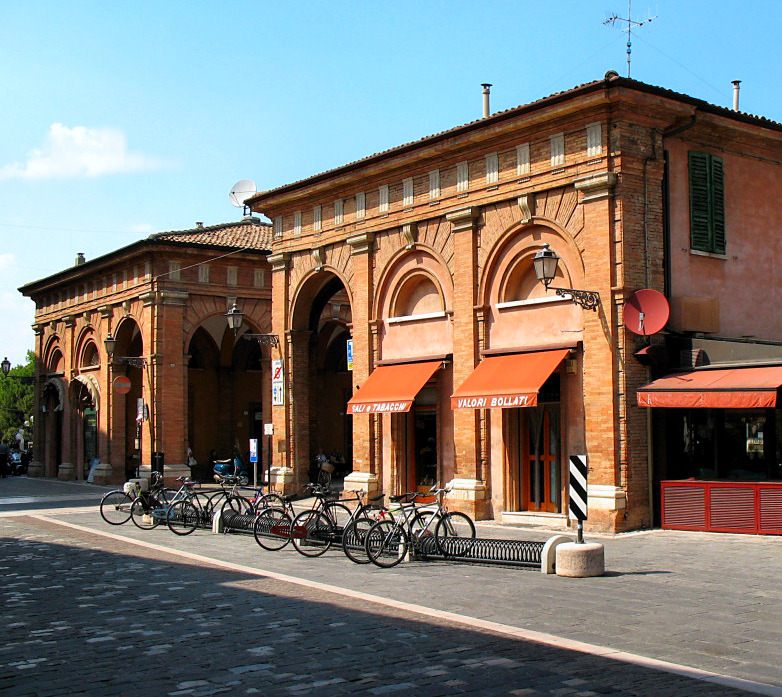
Barriera Cavour.

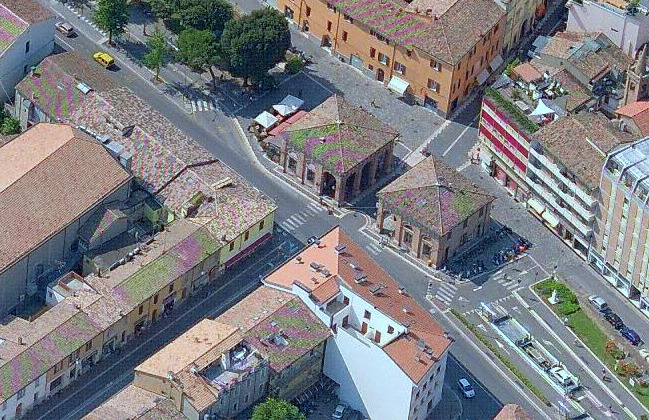
La Barriera Cavour vue d’en haut.

L’édification de la Barriera Cavour à la place de la Porta Cervese de Cesena fut réalisée en 1864 par Davide Angeli, dans un style un peu plus bourgeois et moderna,.
La porte, qui marquait le point où la voie romaine du sel Via del Sale (route du sel), actuelle Corso Cavour, sortait de la ville en direction de Cervia, fut remplacée par deux pavillons néoclassiques à lésènes doriques , fermés par une porte robuste. Ceci afin de donner une bonne image de la ville à ceux qui arrivent par le train.
En 2002, une phase de restauration a permis de restituer la porta originale qui se trouve aujourd’hui à l’entrée du jardin public voisin.

## Aujourd’hui
Les murailles sont en grande partie encore intactes aujourd’hui et bien intégrées dans l’urbanisme de la cité. Quatre portes sont encore existantes : Porta Santi, Porta Fiume, une des deux Portacce (voir Portaccia plus haut) et  Porta Montanara.

## Source
- (it) Cet article est partiellement ou en totalité issu de l’article de Wikipédia en italien intitulé « Mura di Cesena » (voir la liste des auteurs) le 01/04/2012.